# Rio Côney
O rio Côney é um rio dos departamentos de Vosges e Haute-Saône, no leste de França, afluente do rio Saône. Ao longo do seu percurso atravessa as seguintes comunas:
- Departamento de Vosges: Dounoux, Uriménil, Uzemain, Xertigny, Charmois-l'Orgueilleux, La Chapelle-aux-Bois, Harsault, Les Voivres, Hautmougey, Bains-les-Bains, Fontenoy-le-Château, Le Magny, Montmotier
- Departamento de Haute-Saône: Ambiévillers, Mailleroncourt-Saint-Pancras, Pont-du-Bois, Alaincourt, Selles, La Basse-Vaivre, Passavant-la-Rochère, Demangevelle, Vougécourt, Corre